# Fortezza superdimensionale Macross
Fortezza superdimensionale Macross (超時空要塞マクロス?, Chōjikū yōsai Makurosu) è un anime televisivo di fantascienza ideato da Shōji Kawamori, che ne curò anche il mecha design, realizzato dallo Studio Nue per conto della casa produttrice Tatsunoko nel 1982, e composto da 36 episodi. La regia è di Noboru Ishiguro e Hiroyuki Yamaga ed il character design di Haruhiko Mikimoto.
Inizialmente la serie prevedeva 26 episodi, ma i dati di vendita dei modellini favorirono il prosieguo fino ai 36 episodi finali. Negli anni la serie ha avuto numerosi seguiti ed un prequel, sia animati che sotto forma di manga.
In Italia la serie è stata pubblicata in versione integrale su DVD dalla Yamato Video nel 2003.
La casa di produzione statunitense Harmony Gold nel 1985 combinò (modificando la storia ed i dialoghi) Macross con altre due serie della Tatsunoko non correlate tra di loro, ma dal mecha design simile (Chōjikū kidan Southern Cross e Kiko soseiki Mospeada), creando la serie Robotech, all'epoca trasmessa anche in Italia.
Macross combina robot giganti trasformabili, battaglie apocalittiche, storie d'amore in tempo di guerra ed il combattimento mediante l'uso di mezzi non convenzionali, incluso quello della musica. Inoltre uno dei personaggi, Lynn Minmay, è stata una delle prime idol animate, rendendo famosa in Giappone la sua doppiatrice, Mari Iijima, e lanciando la sua carriera musicale.

## Trama
Nel 1999 un'astronave aliena si schianta su un'isola della Terra.
Temendo un'invasione aliena, l'astronave viene ricostruita per renderla ammiraglia di una flotta basata sulla nuova tecnologia acquisita.
2009, nel giorno dell'inaugurazione della nuova astronave, ribattezzata Super Dimensional Fortress 1 Macross (abbreviato SDF-1), un meccanismo di autodifesa della nave si attiva inaspettatamente, sparando una cannonata interplanetaria che distrugge alcune navi aliene in orbita intorno alla Terra e attirando quindi l'attenzione degli Zentradi, un popolo dedito alla guerra.
La flotta aliena attacca quindi la Terra. Per allontanare il pericolo dal pianeta, Macross caricherà a bordo gli occupanti dell'isola (diventando quindi una città volante) e farà una piega spazio-temporale (un wormhole); l'astronave uscirà dalla piega per sbaglio nei pressi di Plutone ritrovandosi sola contro una gigantesca flotta di nemici.
La serie è incentrata sui combattimenti affrontati durante il viaggio di ritorno verso la terra e sul triangolo amoroso tra Hikaru Ichijo, pilota di caccia VF-1 Valkyrie ("Varitech" nell'edizione statunitense Robotech), Misa Hayase (ufficiale dell'SDF-1) e Lynn Minmay (star della canzone).

## Personaggi
Tra parentesi, dopo il nome, doppiatore originale/doppiatore italiano (edizione home video della Yamato del 2003):

### Umani (ovvero discendenti dei Microniani)
- Hikaru Ichijyo (il nome corretto è "Ichijyo", come compare sulla cassetta della posta del suo appartamento in una puntata, ma "Ichijo" è più diffuso) (doppiato da Arihiro Hase/Alessio De Filippis): protagonista della serie, giovane pilota campione acrobatico, si arruolerà per proteggere Lynn. Nelle serie seguenti, si scoprirà che dopo la guerra sposerà Misa, da cui avrà una figlia: Miku Ichijo. Imbarcato a bordo della SDF-2 Megaroid-01, scomparirà insieme a quest'ultima nei pressi del centro della galassia.
- Lynn Minmay (doppiata da Mari Iijima/Antonella Baldini): cameriera nel ristorante degli zii, diventerà una famosissima cantante durante l'esperienza sulla SDF-1.
- Misa Hayase (doppiata da Mika Doi/Monica Ward): Ufficiale di bordo della SDF-1
- Roy Fokker (doppiato da Akira Kamiya/Vittorio Guerrieri): Comandante della squadriglia "teschi" di caccia Valkyrie imbarcata sulla SDF-1 e mentore di Hikaru.
- Claudia LaSalle (Noriko Ohara/Laura Romano)
- Hayao Kakizaki (Katsumi Suzuki/Maurizio Romano)
- Maximilian Jenius (Shō Hayami): asso dei cieli. Sposerà Millia Fallyna. Nella serie seguente ambientata circa 20 anni dopo gli avvenimenti di Macross si scoprirà che avrà una figlia di nome Dana.
- Bruno J. Global (Michio Hazama/Oliviero Dinelli): comandante della SDF-1
- Vanessa Laird (Run Sasaki/Kumi Sakuma/Micaela Incitti)
- Kim Kabirov (Hiromi Tsuru/Domitilla D'Amico)
- Shammy Milliome (Sanae Miyuki/Gaia Bolognesi)
- Maistrov
- Lynn Kaifun (Hirotaka Suzuoki/Marco Baroni): cugino di Minmay, durante la serie si innamorerà della cugina
- Jamus Merin
- Banappu
- Ammiraglio Hayase
- Raibar (Hirotaka Suzuoki)

### Zentradi/Meltradi
- Vrlitwhai Kridanik (Eiji Kanie and Ryūzaburō Ōtomo)
- Exsedol Folmo (Ryūsuke Ōbayashi/Roberto Del Giudice)
- Molk Lap Lamiz (Yoshino Ōtori)
- Millia Fallyna Jenius (spesso viene usato il nome "Miria", ma quello corretto è "Millia" come compare sul grembiule di Max in una puntata) (doppiata da Eri Takeda/Michela Alborghetti): miglior pilota Meltradi sposerà Max dopo aver cercato di ucciderlo.
- Quamzin Kravshera (doppiato da Kōsuke Meguro/Roberto Certomà)
- Warera Nantesu (doppiato da Katsumi Suzuki)
- Rorii Dozeru (doppiato da Tsutomu Fujii)
- Konda Buromuko (doppiato da Kōsuke Meguro)
- Gorog Boddole Zer (doppiato da Osamu Ichikawa)
- Zeriru
- Oiguru
- Karita Torakajiide
- Dagao

### Altro
- La voce narrante italiana è di Beatrice Margiotti.

## Episodi
| Nº | Titolo italiano Giapponese 「Kanji」 - Rōmaji                      | In onda          | In onda |
| Nº | Titolo italiano Giapponese 「Kanji」 - Rōmaji                      | Giapponese       |         |
| 1  | Booby trap 「ブービー・トラップ」 - bubi. torappu                  | 3 ottobre 1982   |         |
| 2  | Countdown 「カウント・ダウン」 - kaunto. daun                      | 3 ottobre 1982   |         |
| 3  | Space fold 「スペース・フォールド」 - supesu. forudo               | 17 ottobre 1982  |         |
| 4  | Lynn minmay 「リン・ミンメイ」 - rin. minmei                       | 31 ottobre 1982  |         |
| 5  | Trans formation 「トランス・フォーメーション」 - toransu. fomeshon | 7 novembre 1982  |         |
| 6  | Daedalus attack 「ダイダロス・アタック」 - daidarosu. atakku       | 14 novembre 1982 |         |
| 7  | Bye-bye mars 「バイバイ・マルス」 - baibai. marusu                 | 21 novembre 1982 |         |
| 8  | Longest birthday 「ロンゲスト・バースデー」 - rongesuto. basude    | 28 novembre 1982 |         |
| 9  | Miss Macross 「ミス・マクロス」 - misu. makurosu                   | 5 dicembre 1982  |         |
| 10 | Blind game 「ブラインド・ゲーム」 - buraindo. gemu                 | 12 dicembre 1982 |         |
| 11 | First contact 「ファースト・コンタクト」 - fasuto. kontakuto       | 19 dicembre 1982 |         |
| 12 | Big escape 「ビッグ・エスケープ」 - biggu. esukepu                 | 26 dicembre 1982 |         |
| 13 | Blue wind 「ブルー・ウインド」 - buru. uindo                       | 9 gennaio 1983   |         |
| 14 | Global report 「グローバル・レポート」 - gurobaru. repoto          | 16 gennaio 1983  |         |
| 15 | Chinatown 「チャイナ・タウン」 - chaina. taun                      | 23 gennaio 1983  |         |
| 16 | Kung-fu dandy 「カンフー・ダンディ」 - kanfu. dandei               | 30 gennaio 1983  |         |
| 17 | Fantasm 「ファンタズム」 - fantazumu                               | 13 febbraio 1983 |         |
| 18 | Pine salad 「パイン・サラダ」 - pain. sarada                       | 20 febbraio 1983 |         |
| 19 | Burst point 「バースト・ポイント」 - basuto. pointo                | 27 febbraio 1983 |         |
| 20 | Paradise lost 「パラダイス・ロスト」 - paradaisu. rosuto           | 6 marzo 1983     |         |
| 21 | Micro cosmos 「ミクロ・コスモス」 - mikuro. kosumosu               | 13 marzo 1983    |         |
| 22 | Love concert 「ラブ・コンサート」 - rabu. konsato                  | 20 marzo 1983    |         |
| 23 | Drop out 「ドロップ・アウト」 - doroppu. auto                      | 27 marzo 1983    |         |
| 24 | Goodbye girl 「グッバイ・ガール」 - gubbai. garu                   | 3 aprile 1983    |         |
| 25 | Virgin road 「バージン・ロード」 - bajin. rodo                     | 10 aprile 1983   |         |
| 26 | Messenger 「メッセンジャー」 - messenja                            | 17 aprile 1983   |         |
| 27 | L'amore scorre 「愛は流れる」 - ai wa nagare ru                    | 24 aprile 1983   |         |
| 28 | My album 「マイ・アルバム」 - mai. arubamu                         | 1º maggio 1983   |         |
| 29 | Lonely song 「ロンリー・ソング」 - ronri. songu                    | 8 maggio 1983    |         |
| 30 | Viva Mariya 「ビバ・マリア」 - biba. maria                         | 15 maggio 1983   |         |
| 31 | Satan doll 「サタン・ドール」 - satan. doru                        | 22 maggio 1983   |         |
| 32 | Broken heart 「ブロークン・ハート」 - burokun. hato                | 29 maggio 1983   |         |
| 33 | Rainy night 「レイニー・ナイト」 - reini. naito                    | 5 giugno 1983    |         |
| 34 | Private time 「プライベート・タイム」 - puraibeto. taimu           | 12 giugno 1983   |         |
| 35 | Romanesque 「ロマネスク」 - romanesuku                             | 19 giugno 1983   |         |
| 36 | Gentilezza addio 「やさしさサヨナラ」 - yasashisa sayonara         | 26 giugno 1983   |         |

## Colonna sonora
Sigla di apertura
- Macross (マクロス?) cantata da Makoto Fujiwara

Sigle di chiusura
- Runner (ランナー?) cantata da Makoto Fujiwara  (eps 1-35)
- Runner (ランナー?) cantata da Mari Iijima (ep 36)

Insert song
- 0-G LOVE by Mari Iijima
- Ai wa Nagareru (愛は流れる?) cantata da Mari Iijima
- Milia no Lullaby (ミリアのララバイ?) cantata da Eri Takeda
- My Beautiful Place (マイ・ビューティフル・プレイス?) cantata da Mari Iijima
- Silver Moon Red Moon (シルバームーン・レッドムーン?) cantata da Mari Iijima
- SUNSET BEACH cantata da Mari Iijima
- Watashi no Kare wa Pilot (私の彼はパイロット?) cantata da Mari Iijima
- Xiao Bai Long (小白竜?) cantata da Mari Iijima
- Yasashisa SAYONARA (やさしさSAYONARA?) cantata da Mari Iijima